# Mi nuevo vicio
«Mi nuevo vicio» es una canción del grupo colombiano Morat y de la cual participa la cantante mexicana Paulina Rubio. Es el primer sencillo que anticipa la nueva producción discográfica de la cantante mexicana del álbum, Deseo. Fue compuesta por la banda colombiana Morat y la produjo Mauricio Reginfo, nombre real de El Dandee, del dúo colombiano Cali & El Dandee. 
Es el primer sencillo de la cantante tras tres años de ausencia en el mundo musical, tiempo en el que ha participado como entrenadora en La Voz México, La Voz Kids y The X Factor de Estados Unidos.
Ganó como mejor canción folk-pop derrotando en pop del nuevo artista Los 40 Music Awards Stitches de Shawn Mendes.

## Lista de canciones
1. «Mi nuevo vicio» con Morat (4:01)

## Rendimiento comercial
«Mi nuevo vicio» logró posicionarse como número uno en algunos países de América Latina, entre ellos en Colombia, país de origen del dúo que interpreta la canción junto a Paulina. En Europa, más precisamente en España, el sencillo logró ingresar en la primera casilla de iTunes España. Obteniendo su debut en la casilla siete en Canciones Top 50 que monitorea la lista de canciones más vendidas digitalmente, y a su posterior semana sube al número cinco. En los Estados Unidos la canción debutó como número treinta y nueve en la lista de Latin Pop Songs.

## Posicionamiento en las listas musicales

### Semanales y mensuales
| España         | Top 100 Canciones (Promusicae) | 2  |
| España         | Top 50 Radio (Promusicae)      | 1  |
| Estados Unidos | Latin Pop Songs                | 12 |
| México         | México Spanish Airplay         | 42 |

## Certificaciones
| País   | Organismo certificador | Certificación |
| ------ | ---------------------- | ------------- |
| España | PROMUSICAE             | 2× Platino    |
| México | AMPROFON               | Oro           |